# Domínio de Akō
O Domínio de Akō (赤穂藩, Akō Han) foi um domínio no Japão feudal. Localizava-se na Província de Harima e equivale às atuais cidades de Akō e Aioi e o município de Kamigōri na prefeitura de Hyōgo. O Castelo de Akō era o quartel-general do domínio.
Em 1615, o shogunato Tokugawa concedeu o domínio de Akō a Ikeda Masatsuna. Ele morreu sem deixar herdeiros em 1631, e o domínio passou para o seu irmão Teruoki. Entretanto, Teruoki ficou louco, e em 1645 foi demitido; o domínio foi chefiado pelo ramo principal da Clã Ikeda até a nomeação de Asano Naganao no mesmo ano. Sob os Asano, o domínio atingiu a produção máxima de 53000 koku.
O neto de Naganao, Naganori, era o daimyo de Akō quando tentou assassinar Kira Yoshinaka no Castelo de Edo em 1701. Ele foi sentenciado a cometer seppuku e seus seguidores se tornaram ronin. Um grupo deles ficou conhecido como os 47 ronin.
O domínio passou para Nagai Naohiro, que foi transferido em 1706. Akō então passou para Mori Naganao. Ele e seus herdeiros governaram o domínio por 12 gerações até a abolição do sistema han em 1871. A produção do domínio era de 20000 koku.

## Daimyos de Akō
- Clã Ikeda (35000 koku, 1615–1645)

1. Masatsuna
2. Teruoki

- Clã Asano(53000→50000→53000 koku, 1645–1701)

1. Naganao
2. Nagatomo
3. Naganori

- Clã Nagai (32000 koku, 1701–1706)

1. Naohiro

- Clã Mori (20000 koku, 1706–1871)

1. Naganao
2. Nagataka
3. Naganari
4. Masafusa
5. Tadahiro (r. 1747–1769)
6. Tadaoki
7. Tadasuke
8. Tadaakira
9. Tadataka
10. Tadanori
11. Tadatsune
12. Tadanori